# Erling Skjalgsson
Erling Skjalgsson (965 - 21 de desembre de 1028) va ser un influent cabdill viking de Noruega a finals del segle X i principis del segle xi, que governava el regne de Rogaland. A Erling se li atribueix ser el més ferm defensor del sistema social noruec de l'època: va lluitar per conservar els petits regnes autònoms i el Thing, l'assemblea d'homes lliures típica dels països escandinaus, contra els reformistes del feudalisme d'Olaf II el Sant.

## Vida
Segons les sagues tradicionals noruec-islandeses, Erling Skjalgsson era fill de fill de Torolv skjalg Ogmundson i pertanyia a la dinastia Solaætta, un dels més prominents clans en l'occident noruec. Va viure en una granja de Sola a Jæren. Tenia trenta esclaus i altres servents que treballaven diàriament a la seva hisenda, però permetia que dediquessin temps de profit per a ells i els donava l'opció de comprar la seva llibertat, que podien aconseguir en tres anys i després seguir treballant a les seves terres; amb aquests diners comprava més esclaus i mantenia un pròsper negoci, però també es preocupava que els seus lliberts fossin capaços de sustentar-se a si mateixos.
La seva germana estava casada amb Sigurd Toresson, un altre important cabdill de Trondenes i germà de Thorir Hund de Bjarkøi.
Erling es va erigir com una figura principal de poder polític per als grangers de Gulaþing que van demandar el seu matrimoni amb la germana d'Olaf Tryggvason, Astrid Tryggvesdatter, filla de Tryggve Olafsson (segons Arnmødlingatal), rei de Viken. Astrid inicialment es va negar, però va haver d'accedir sota la forta pressió del seu germà. Erling Skjalgsson va ser batejat i es va casar amb Astrid a l'estiu de 996. A partir de llavors Erling va suposar un vital aliat per al regne d'Olaf durant els quatre anys restants. El rei Olaf el va recompensar amb el govern sobre les terres entre Sognefjord i Lindesnes.

## Política
Després de la batalla de Svolder amb el resultat de la mort d'Olaf Tryggvason, els vencedors van dividir Noruega en tres àrees de control. La triple divisió de Noruega li va anar molt bé a Erling, ja que va tenir suficient poder per mantenir la seva pròpia autonomia. Al 1015, la relativa estabilitat de la seva gestió es va veure afectada amb l'arribada d'Olaf II. Al 1016 a la batalla de Nesjar, Erling va lluitar contra Olav Haraldsson al costat de les files del jarl Sveinn Hákonarson que va perdre la contesa. Després d'això, Olaf Haraldsson es va veure forçat a una difícil aliança amb Erling Skjalgsson sota un acord on Erling va haver de rebaixar els termes de govern garantits pels predecessors, Olaf Tryggvason o Sveinn.
Erling, així i tot, va mantenir el poder a Noruega occidental des de Rogaland i ampliant la seva influència fins a, possiblement, Sogn. El rei Olaf va intentar disminuir el seu poder infiltrant nous cabdills locals a la zona, però sempre van ser fàcilment dominats per la forta presència de govern tradicional d'Erling. Al 1022, el rei va arrestar al fill de la seva germana, Asbjørn Selsbane, per assassinat. Erling va respondre amb un aixecament de mil homes armats i envoltant al rei a Avaldsnes, que va seguir a una postura claudicant del rei Olaf i l'alliberament del nebot. Aquest episodi va enterbolir encara més les relacions entre tots dos. Al 1027, Erling va viatjar a Anglaterra per entrevistar-se amb Canut el Gran i a la tardor de 1028 va tornar amb un exèrcit i la intenció d'enfrontar-se al rei Olaf.
Malgrat tot, el seu exèrcit estava compost per una flota naval i Erling es va veure atrapat en un vaixell per la flota del rei Olaf a la batalla de Boknafjorden prop de Bokn, a Rogaland. El vaixell va ser abordat i Erling capturat. Olaf estava disposat al perdó, però Erling va ser executat per Aslak Fitjaskalle, de Fitjar en Sunnhordland, que el va decapitar amb la seva destral.
Segons Heimskringla, li va dir a l'executor, "Boig, acabes d'arrabassar Noruega de les meves mans!". La predicció del rei es va convertir en precisa. Recolzats per Canut el Gran, els aliats d'Erling es van aixecar en armes i van matar el rei Olaf a la batalla de Stiklestad al 1030.

## Ascendència
Els avantpassats d'Erling estan documentats a les sagues nòrdiques com a nobles i reis noruecs de Hordaland i Voss. La dinastia Solaætta era un clan familiar d'origen molt antic.
- Svåsi Asathorsson, fill d'Asathor, al seu torn fill d'Odín.
- Hrolf in Bergi Svåsason, rei de Hordaland.
- Solgi Hrolfsson, rei de Hordaland.
- Kaun Solgasson, rei de Hordaland.
- Bodvar Svina Kaunsson, rei de Hordaland.
- Thorir Svina Bodvarsson, rei de Hordaland.
- Orn Hyrna Thorisson, rei de Hordaland.
- Àdhuc Arnasson, rei de Hordaland.
- Aslak Bifrakari Aunsson, rei de Voss.
- Hordakåri Aslakson.
- Ogmund aslak Kåreson.
- Torolv skjalg Ogmundson (pare d'Erling).

## Descendència
Erling i Astrid van ser pares de diversos fills:
- Ragnhild Erlingsdatter (992), es va casar amb Torberg Arnesson de Giske (germà de Kalv i Finn Arnesson). Van tenir una filla, Tora Torbergsdatter, que va ser la segona esposa de Harald Hardråde. Tora va ser mare dels reis Olaf III de Noruega i Magnus II de Noruega.[10][11]
- Aslak Erlingsson (n. 997), que es va casar amb Sigríðr, filla del jarl de Lade Sveinn Hákonarson.
- Skjalg Erlingsson (n. 999)
- Sigurd Erlingsson (n. 1001)
- Lodin Erlingsson (n. 1003)
- Tore Erlingsson (n. 1003)
- Gertrud Erlingsdatter (n. 1006), que es va casar amb Arne Arnesson (n. 1002), fill d'Arne Arnmodsson. Fruit d'aquesta relació naixeria Jon Arnesson.[12]

## Llegat
A l'àrea de les ruïnes de l'església de Sola (Sola Ruinkirke), s'hi troba un monument a Erling Skjalgsson. Aquest notable cabdill viking té l'honor d'haver introduït el cristianisme a Sola, les creus aixecades a Tjora Tjora (steinkors i Sola-bygda) són monuments testimonis de l'època vikinga. A Frogner, Oslo hi ha la porta d'Erling Skjalgsson batejada en el seu honor, així com carrers a les ciutats de Trondheim, Stavanger, Haugesund i Sandnes.